# Lista över matchresultat i Svenska Hockeyligan 2013/2014
Lista över matchresultat i grundserien av Svenska Hockeyligan 2013/2014. Ligan inleddes den 14 september 2013 och avslutades 8 mars 2014.
  
| Nr | Lag                 | S  | V  | ÖV | ÖF | F  | GM  | IM  | MS  | P   |
| -- | ------------------- | -- | -- | -- | -- | -- | --- | --- | --- | --- |
| 1  | Skellefteå AIK (RM) | 55 | 32 | 4  | 7  | 12 | 179 | 121 | +58 | 111 |
| 2  | Frölunda HC         | 55 | 29 | 4  | 7  | 15 | 153 | 123 | +30 | 102 |
| 3  | Växjö Lakers        | 55 | 23 | 7  | 11 | 14 | 156 | 130 | +26 | 94  |
| 4  | Brynäs IF           | 55 | 19 | 11 | 6  | 19 | 163 | 152 | +11 | 85  |
| 5  | Färjestad BK        | 55 | 21 | 7  | 8  | 19 | 143 | 134 | +9  | 85  |
| 6  | Luleå HF            | 55 | 22 | 6  | 6  | 21 | 136 | 115 | +21 | 84  |
| 7  | Leksands IF (U)     | 55 | 23 | 5  | 4  | 23 | 118 | 155 | −37 | 83  |
| 8  | Modo                | 55 | 18 | 10 | 7  | 20 | 131 | 132 | −1  | 81  |
| 9  | Linköpings HC       | 55 | 20 | 7  | 4  | 24 | 174 | 167 | +7  | 78  |
| 10 | HV71                | 55 | 17 | 9  | 2  | 27 | 146 | 182 | −36 | 71  |
| 11 | Örebro HK (U)       | 55 | 13 | 5  | 12 | 25 | 119 | 160 | −41 | 61  |
| 12 | AIK                 | 55 | 12 | 6  | 7  | 30 | 124 | 171 | −47 | 55  |

## Matcher
| Denna tabell: visa • redigera |

| Omgång 1 - 14 september 2013 Skellefteå AIK-Frölunda HC 3-2 (2-0, 1-0, 0-2) 5716 Skellefteå Kraft Arena - 14 september 2013 AIK-HV 71 5-4 (0-0, 3-2, 1-2, 0-0, 1-0) 6532 Johanneshovs isstadion - 14 september 2013 Leksands IF-Brynäs IF 1-3 (1-0, 0-2, 0-1) 7650 Tegera Arena - 14 september 2013 Luleå HF-Linköpings HC 5-1 (2-0, 1-1, 2-0) 5561 Coop Norrbotten Arena - 14 september 2013 Växjö Lakers HC-Modo Hockey 1-2 (1-1, 0-0, 0-0, 0-1) 5334 Vida Arena - 14 september 2013 Färjestad BK-Örebro HK 2-3 (1-2, 1-0, 0-0, 0-0, 0-1) 8500 Löfbergs Lila Arena Omgång 2 - 17 september 2013 Modo Hockey-AIK 3-1 (0-0, 2-0, 1-1) 4399 Fjällräven Center - 17 september 2013 Örebro HK-Leksands IF 1-2 (0-1, 1-0, 0-1) 5200 Behrn Arena - 17 september 2013 Brynäs IF-Skellefteå AIK 2-3 (0-0, 2-2, 0-1) 5709 Läkerol Arena - 17 september 2013 Linköpings HC-Färjestad BK 3-2 (1-1, 0-1, 2-0) 6866 Cloetta Center - 17 september 2013 HV 71-Växjö Lakers HC 3-2 (0-0, 1-2, 1-0, 1-0) 6534 Kinnarps Arena - 17 september 2013 Frölunda HC-Luleå HF 2-1 (0-1, 2-0, 0-0) 10027 Scandinavium Omgång 3 - 19 september 2013 Luleå HF-Växjö Lakers HC 4-1 (0-0, 1-0, 3-1) 4370 Coop Norrbotten Arena - 19 september 2013 Skellefteå AIK-Örebro HK 3-4 (2-2, 0-1, 1-0, 0-0, 0-1) 4319 Skellefteå Kraft Arena - 19 september 2013 Brynäs IF-HV 71 3-4 (1-1, 2-1, 0-1, 0-1) 4302 Läkerol Arena - 19 september 2013 Leksands IF-Modo Hockey 3-2 (0-0, 0-0, 2-2, 0-0, 1-0) 5207 Tegera Arena - 19 september 2013 Frölunda HC-Färjestad BK 1-3 (1-0, 0-1, 0-2) 8112 Scandinavium - 23 september 2013 AIK-Linköpings HC 2-3 (0-1, 2-0, 0-1, 0-0, 0-1) 3402 Johanneshovs isstadion Omgång 4 - 21 september 2013 Luleå HF-Modo Hockey 4-3 (0-1, 2-1, 1-1, 0-0, 1-0) 6002 Coop Norrbotten Arena - 21 september 2013 Skellefteå AIK-AIK 5-1 (2-1, 3-0, 0-0) 4640 Skellefteå Kraft Arena - 21 september 2013 Färjestad BK-Leksands IF 2-3 (0-1, 2-1, 0-1) 7100 Löfbergs Arena - 21 september 2013 Örebro HK-HV 71 4-0 (1-0, 1-0, 2-0) 5200 Behrn Arena - 21 september 2013 Växjö Lakers HC-Brynäs IF 0-3 (0-1, 0-1, 0-1) 4602 Vida Arena - 21 september 2013 Linköpings HC-Frölunda HC 6-3 (1-1, 4-0, 1-2) 6417 Cloetta Center Omgång 5 - 24 september 2013 Modo Hockey-Frölunda HC 1-2 (0-1, 0-1, 1-0) 4626 Fjällräven Center - 25 september 2013 Örebro HK-Växjö Lakers HC 3-4 (2-0, 1-3, 0-1) 4726 Behrn Arena - 25 september 2013 Brynäs IF-AIK 1-2 (1-0, 0-1, 0-0, 0-0, 0-1) 4242 Läkerol Arena - 25 september 2013 Leksands IF-Linköpings HC 1-6 (0-2, 0-2, 1-2) 5503 Tegera Arena - 26 september 2013 Färjestad BK-Skellefteå AIK 3-4 (0-0, 3-1, 0-2, 0-0, 0-1) 5401 Löfbergs Arena - 26 september 2013 HV 71-Luleå HF 3-4 (1-2, 0-2, 2-0) 6508 Kinnarps Arena Omgång 6 - 27 september 2013 AIK-Örebro HK 3-1 (0-0, 3-1, 0-0) 3732 Johanneshovs isstadion - 27 september 2013 Leksands IF-Växjö Lakers HC 2-1 (1-0, 0-1, 0-0, 1-0) 5497 Tegera Arena - 28 september 2013 Linköpings HC-Brynäs IF 5-4 (1-0, 3-3, 0-1, 1-0) 7462 Cloetta Center - 28 september 2013 Skellefteå AIK-Luleå HF 1-0 (1-0, 0-0, 0-0) 5919 Skellefteå Kraft Arena - 28 september 2013 Modo Hockey-Färjestad BK 1-2 (0-1, 0-0, 1-1) 5694 Fjällräven Center - 28 september 2013 Frölunda HC-HV 71 4-0 (3-0, 0-0, 1-0) 9521 Scandinavium Omgång 7 - 1 oktober 2013 Örebro HK-Linköpings HC 3-1 (0-0, 2-0, 1-1) 4970 Behrn Arena - 1 oktober 2013 Brynäs IF-Frölunda HC 4-3 (1-0, 0-1, 2-2, 1-0) 4112 Läkerol Arena - 1 oktober 2013 HV 71-Modo Hockey 5-3 (3-1, 1-2, 1-0) 5813 Kinnarps Arena - 2 oktober 2013 Luleå HF-Leksands IF 1-0 (0-0, 0-0, 0-0, 0-0, 1-0) 4889 Coop Norrbotten Arena - 2 oktober 2013 Växjö Lakers HC-Skellefteå AIK 4-2 (2-2, 1-0, 1-0) 4394 Vida Arena - 2 oktober 2013 Färjestad BK-AIK 3-1 (1-0, 2-1, 0-0) 4426 Löfbergs Arena Omgång 8 - 3 oktober 2013 Modo Hockey-Brynäs IF 3-4 (0-1, 1-2, 2-0, 0-0, 0-1) 4582 Fjällräven Center - 3 oktober 2013 Linköpings HC-HV 71 6-3 (1-0, 4-2, 1-1) 6481 Cloetta Center - 3 oktober 2013 Frölunda HC-Örebro HK 0-3 (0-0, 0-1, 0-2) 7555 Scandinavium - 4 oktober 2013 Skellefteå AIK-Leksands IF 2-1 (0-0, 0-0, 2-1) 4907 Skellefteå Kraft Arena - 4 oktober 2013 AIK-Luleå HF 2-6 (1-1, 0-2, 1-3) 4876 Johanneshovs isstadion - 4 oktober 2013 Färjestad BK-Växjö Lakers HC 1-3 (0-2, 0-0, 1-1) 4210 Löfbergs Arena Omgång 9 - 5 oktober 2013 Örebro HK-Modo Hockey 2-3 (0-1, 2-1, 0-0, 0-1) 5200 Behrn Arena - 5 oktober 2013 Skellefteå AIK-Linköpings HC 4-2 (1-1, 1-0, 2-1) 5013 Skellefteå Kraft Arena - 5 oktober 2013 HV 71-Färjestad BK 0-1 (0-1, 0-0, 0-0) 6724 Kinnarps Arena - 5 oktober 2013 Brynäs IF-Luleå HF 3-1 (1-1, 2-0, 0-0) 5870 Läkerol Arena - 5 oktober 2013 Leksands IF-AIK 2-5 (1-2, 1-1, 0-2) 7650 Tegera Arena - 5 oktober 2013 Frölunda HC-Växjö Lakers HC 3-2 (2-0, 0-2, 0-0, 0-0, 1-0) 7552 Scandinavium Omgång 10 - 8 oktober 2013 Luleå HF-Örebro HK 4-5 (0-2, 0-1, 4-2) 4505 Coop Norrbotten Arena - 8 oktober 2013 Modo Hockey-Skellefteå AIK 0-1 (0-0, 0-1, 0-0) 4928 Fjällräven Center - 8 oktober 2013 AIK-Frölunda HC 3-5 (2-2, 1-2, 0-1) 3603 Johanneshovs isstadion - 8 oktober 2013 Växjö Lakers HC-Linköpings HC 2-1 (0-0, 1-0, 0-1, 0-0, 1-0) 4412 Vida Arena - 8 oktober 2013 Färjestad BK-Brynäs IF 3-5 (1-0, 1-0, 1-5) 4551 Löfbergs Arena - 8 oktober 2013 HV 71-Leksands IF 3-4 (0-1, 1-2, 2-1) 6531 Kinnarps Arena Omgång 11 - 10 oktober 2013 Luleå HF-Färjestad BK 2-1 (2-0, 0-0, 0-1) 4212 Coop Norrbotten Arena - 10 oktober 2013 Skellefteå AIK-HV 71 5-0 (1-0, 2-0, 2-0) 4449 Skellefteå Kraft Arena - 10 oktober 2013 Modo Hockey-Linköpings HC 4-3 (2-1, 1-1, 1-1) 4622 Fjällräven Center - 10 oktober 2013 Örebro HK-Brynäs IF 3-2 (1-0, 0-1, 1-1, 1-0) 5200 Behrn Arena - 10 oktober 2013 Växjö Lakers HC-AIK 3-1 (0-0, 1-0, 2-1) 4676 Vida Arena - 10 oktober 2013 Frölunda HC-Leksands IF 1-2 (1-0, 0-2, 0-0) 10705 Scandinavium Omgång 12 - 12 oktober 2013 Leksands IF-Skellefteå AIK 1-3 (0-0, 1-1, 0-2) 7092 Tegera Arena - 12 oktober 2013 Färjestad BK-Modo Hockey 3-4 (0-1, 3-2, 0-1) 5609 Löfbergs Arena - 12 oktober 2013 Linköpings HC-Luleå HF 2-3 (0-0, 2-2, 0-0, 0-0, 0-1) 7162 Cloetta Center - 12 oktober 2013 HV 71-Frölunda HC 2-4 (2-1, 0-2, 0-1) 6714 Kinnarps Arena - 12 oktober 2013 Örebro HK-AIK 1-4 (0-2, 0-1, 1-1) 5200 Behrn Arena - 12 oktober 2013 Brynäs IF-Växjö Lakers HC 0-3 (0-0, 0-2, 0-1) 4869 Läkerol Arena Omgång 13 - 16 oktober 2013 Luleå HF-HV 71 5-2 (2-0, 1-0, 2-2) 4210 Coop Norrbotten Arena - 16 oktober 2013 AIK-Leksands IF 3-2 (0-0, 1-0, 1-2, 0-0, 1-0) 7218 Johanneshovs isstadion - 16 oktober 2013 Linköpings HC-Örebro HK 5-2 (0-1, 1-0, 4-1) 6324 Cloetta Center - 17 oktober 2013 Brynäs IF-Modo Hockey 2-3 (2-0, 0-1, 0-2) 6383 Läkerol Arena - 17 oktober 2013 Växjö Lakers HC-Färjestad BK 4-1 (2-0, 1-1, 1-0) 5159 Vida Arena - 17 oktober 2013 Frölunda HC-Skellefteå AIK 3-1 (1-0, 2-0, 0-1) 7376 Scandinavium Omgång 14 - 15 oktober 2013 Frölunda HC-Brynäs IF 3-2 (0-0, 2-0, 1-2) 8165 Scandinavium - 18 oktober 2013 Luleå HF-AIK 5-2 (1-1, 4-0, 0-1) 4936 Coop Norrbotten Arena - 18 oktober 2013 Leksands IF-Örebro HK 4-1 (1-0, 1-0, 2-1) 6057 Tegera Arena - 18 oktober 2013 HV 71-Linköpings HC 3-1 (2-0, 1-1, 0-0) 6133 Kinnarps Arena - 19 oktober 2013 Skellefteå AIK-Färjestad BK 3-4 (1-1, 1-1, 1-1, 0-0, 0-1) 5569 Skellefteå Kraft Arena - 19 oktober 2013 Modo Hockey-Växjö Lakers HC 3-2 (1-0, 1-0, 0-2, 1-0) 6010 Fjällräven Center Omgång 15 - 21 oktober 2013 Frölunda HC-Örebro HK 3-2 (0-2, 1-0, 1-0, 1-0) 9153 Scandinavium - 23 oktober 2013 Skellefteå AIK-Brynäs IF 3-7 (1-5, 2-2, 0-0) 4505 Skellefteå Kraft Arena - 23 oktober 2013 Färjestad BK-HV 71 3-5 (0-2, 1-2, 2-1) 5612 Löfbergs Arena - 24 oktober 2013 AIK-Modo Hockey 0-1 (0-0, 0-0, 0-0, 0-1) 4732 Johanneshovs isstadion - 24 oktober 2013 Växjö Lakers HC-Luleå HF 1-4 (1-0, 0-3, 0-1) 4848 Vida Arena - 24 oktober 2013 Linköpings HC-Leksands IF 5-1 (0-0, 2-1, 3-0) 8376 Cloetta Center Omgång 16 - 21 oktober 2013 HV 71-Skellefteå AIK 1-5 (1-1, 0-2, 0-2) 6413 Kinnarps Arena - 25 oktober 2013 Brynäs IF-Örebro HK 5-3 (2-2, 2-1, 1-0) 6005 Läkerol Arena - 26 oktober 2013 Färjestad BK-Frölunda HC 2-3 (0-1, 0-0, 2-1, 0-0, 0-1) 7646 Löfbergs Arena - 26 oktober 2013 Linköpings HC-AIK 3-1 (1-0, 2-0, 0-1) 7128 Cloetta Center - 26 oktober 2013 Modo Hockey-Luleå HF 3-2 (0-0, 1-0, 1-2, 1-0) 7600 Fjällräven Center - 26 oktober 2013 Växjö Lakers HC-Leksands IF 4-3 (2-1, 1-0, 1-2) 5750 Vida Arena Omgång 17 - 28 oktober 2013 AIK-Växjö Lakers HC 5-3 (1-2, 0-1, 4-0) 3414 Johanneshovs isstadion - 29 oktober 2013 Luleå HF-Skellefteå AIK 0-3 (0-1, 0-1, 0-1) 6301 Coop Norrbotten Arena - 29 oktober 2013 Örebro HK-Färjestad BK 1-2 (0-0, 1-1, 0-0, 0-0, 0-1) 5200 Behrn Arena - 30 oktober 2013 Brynäs IF-Linköpings HC 3-2 (1-1, 1-0, 0-1, 0-0, 1-0) 5766 Läkerol Arena - 30 oktober 2013 Leksands IF-HV 71 4-2 (0-1, 2-0, 2-1) 6652 Tegera Arena - 30 oktober 2013 Frölunda HC-Modo Hockey 1-2 (0-1, 1-1, 0-0) 10781 Scandinavium Omgång 18 - 31 oktober 2013 Skellefteå AIK-Växjö Lakers HC 3-2 (1-2, 1-0, 0-0, 0-0, 1-0) 4909 Skellefteå Kraft Arena - 31 oktober 2013 Örebro HK-Luleå HF 3-4 (1-0, 0-0, 2-3, 0-0, 0-1) 5200 Behrn Arena - 31 oktober 2013 AIK-Färjestad BK 3-1 (2-0, 1-1, 0-0) 5049 Johanneshovs isstadion - 1 november 2013 Leksands IF-Frölunda HC 2-1 (0-0, 1-1, 0-0, 0-0, 1-0) 7650 Tegera Arena - 1 november 2013 Linköpings HC-Modo Hockey 0-5 (0-2, 0-1, 0-2) 6259 Cloetta Center - 1 november 2013 HV 71-Brynäs IF 3-0 (2-0, 0-0, 1-0) 7000 Kinnarps Arena Omgång 19 - 2 november 2013 Skellefteå AIK-AIK 3-2 (1-0, 1-1, 0-1, 0-0, 1-0) 5383 Skellefteå Kraft Arena - 2 november 2013 Färjestad BK-Luleå HF 3-0 (0-0, 0-0, 3-0) 5519 Löfbergs Arena - 2 november 2013 Växjö Lakers HC-Örebro HK 7-0 (2-0, 2-0, 3-0) 4941 Vida Arena - 3 november 2013 Modo Hockey-HV 71 2-3 (0-0, 0-1, 2-2) 5682 Fjällräven Center - 3 november 2013 Frölunda HC-Linköpings HC 4-3 (0-0, 2-2, 2-1) 8166 Scandinavium - 3 november 2013 Brynäs IF-Leksands IF 4-3 (3-0, 0-2, 0-1, 0-0, 1-0) 8458 Läkerol Arena Omgång 20 - 12 november 2013 Luleå HF-Frölunda HC 1-3 (0-0, 1-0, 0-3) 5017 Coop Norrbotten Arena - 12 november 2013 Örebro HK-Modo Hockey 1-2 (0-0, 1-1, 0-0, 0-0, 0-1) 5120 Behrn Arena - 12 november 2013 HV 71-AIK 4-3 (2-1, 0-2, 1-0, 0-0, 1-0) 6378 Kinnarps Arena - 12 november 2013 Leksands IF-Färjestad BK 3-1 (0-0, 1-1, 2-0) 6815 Tegera Arena - 12 november 2013 Växjö Lakers HC-Brynäs IF 3-4 (1-2, 2-1, 0-0, 0-0, 0-1) 4924 Vida Arena - 12 november 2013 Linköpings HC-Skellefteå AIK 3-4 (1-2, 1-2, 1-0) 6297 Cloetta Center Omgång 21 - 14 november 2013 Skellefteå AIK-Örebro HK 5-0 (0-0, 4-0, 1-0) 4802 Skellefteå Kraft Arena - 14 november 2013 Modo Hockey-Brynäs IF 5-2 (1-1, 3-0, 1-1) 4984 Fjällräven Center - 14 november 2013 Leksands IF-AIK 1-0 (1-0, 0-0, 0-0) 5836 Tegera Arena - 14 november 2013 Färjestad BK-Linköpings HC 5-2 (3-1, 1-1, 1-0) 5024 Löfbergs Arena - 14 november 2013 HV 71-Luleå HF 3-2 (1-0, 2-1, 0-1) 6253 Kinnarps Arena - 14 november 2013 Frölunda HC-Växjö Lakers HC 2-1 (1-0, 1-1, 0-0) 7397 Scandinavium Omgång 22 - 16 november 2013 Modo Hockey-Skellefteå AIK 0-3 (0-1, 0-1, 0-1) 7600 Fjällräven Center - 16 november 2013 Brynäs IF-Färjestad BK 2-6 (1-2, 1-1, 0-3) 6875 Läkerol Arena - 16 november 2013 AIK-Frölunda HC 2-6 (1-3, 1-0, 0-3) 4818 Johanneshovs isstadion - 16 november 2013 HV 71-Växjö Lakers HC 4-3 (1-0, 1-2, 1-1, 1-0) 7000 Kinnarps Arena - 16 november 2013 Linköpings HC-Luleå HF 3-2 (0-1, 2-1, 0-0, 1-0) 6335 Cloetta Center - 16 november 2013 Örebro HK-Leksands IF 2-3 (0-1, 2-1, 0-1) 5200 Behrn Arena Omgång 23 - 20 november 2013 AIK-Örebro HK 7-1 (3-0, 2-0, 2-1) 3804 Johanneshovs isstadion - 20 november 2013 Växjö Lakers HC-Modo Hockey 1-2 (0-1, 0-0, 1-0, 0-0, 0-1) 4586 Vida Arena - 20 november 2013 Frölunda HC-HV 71 5-3 (0-1, 3-0, 2-2) 10147 Scandinavium - 21 november 2013 Luleå HF-Brynäs IF 5-1 (2-1, 0-0, 3-0) 4823 Coop Norrbotten Arena - 21 november 2013 Skellefteå AIK-Leksands IF 1-2 (0-0, 0-1, 1-1) 4753 Skellefteå Kraft Arena - 21 november 2013 Linköpings HC-Färjestad BK 2-4 (0-1, 2-1, 0-2) 6004 Cloetta Center Omgång 24 - 22 november 2013 Modo Hockey-Örebro HK 1-2 (1-0, 0-0, 0-2) 5590 Fjällräven Center - 22 november 2013 Växjö Lakers HC-Frölunda HC 3-2 (0-1, 1-1, 1-0, 0-0, 1-0) 5419 Vida Arena - 23 november 2013 Skellefteå AIK-Linköpings HC 5-2 (1-1, 2-0, 2-1) 5565 Skellefteå Kraft Arena - 23 november 2013 Färjestad BK-Brynäs IF 2-3 (0-0, 0-1, 2-1, 0-0, 0-1) 7158 Löfbergs Arena - 23 november 2013 Leksands IF-Luleå HF 3-2 (1-0, 1-2, 0-0, 0-0, 1-0) 7650 Tegera Arena - 2 januari 2014 AIK-HV 71 3-4 (2-1, 1-0, 0-2, 0-1) 4217 Johanneshovs isstadion Omgång 25 - 26 november 2013 Modo Hockey-Leksands IF 4-2 (1-2, 1-0, 2-0) 5246 Fjällräven Center - 26 november 2013 Linköpings HC-Växjö Lakers HC 4-5 (2-0, 0-3, 2-1, 0-1) 6030 Cloetta Center - 26 november 2013 Frölunda HC-Luleå HF 2-3 (0-1, 1-1, 1-0, 0-1) 9912 Scandinavium - 27 november 2013 HV 71-Örebro HK 2-1 (1-0, 0-0, 0-1, 1-0) 5906 Kinnarps Arena - 27 november 2013 Brynäs IF-Skellefteå AIK 6-5 (0-3, 2-0, 3-2, 1-0) 5116 Läkerol Arena - 27 november 2013 Färjestad BK-AIK 2-1 (0-0, 2-1, 0-0) 4358 Löfbergs Arena Omgång 26 - 18 november 2013 Leksands IF-Växjö Lakers HC 2-5 (2-0, 0-2, 0-3) 5307 Tegera Arena - 24 november 2013 AIK-Brynäs IF 2-5 (1-1, 1-2, 0-2) 5177 Johanneshovs isstadion - 28 november 2013 Luleå HF-Modo Hockey 1-2 (1-1, 0-0, 0-0, 0-1) 4716 Coop Norrbotten Arena - 28 november 2013 Linköpings HC-Frölunda HC 3-4 (0-1, 2-3, 1-0) 5746 Cloetta Center - 29 november 2013 Örebro HK-Skellefteå AIK 1-4 (0-2, 1-1, 0-1) 5109 Behrn Arena - 29 november 2013 HV 71-Färjestad BK 3-2 (0-0, 1-1, 1-1, 0-0, 1-0) 7000 Kinnarps Arena Omgång 27 - 30 november 2013 Skellefteå AIK-Modo Hockey 6-2 (2-1, 2-1, 2-0) 5760 Skellefteå Kraft Arena - 30 november 2013 Färjestad BK-Örebro HK 3-2 (0-0, 1-0, 1-2, 0-0, 1-0) 6608 Löfbergs Arena - 30 november 2013 Frölunda HC-AIK 2-3 (0-2, 1-1, 1-0) 10692 Scandinavium - 30 november 2013 Brynäs IF-Luleå HF 3-2 (0-2, 2-0, 1-0) 5438 Läkerol Arena - 30 november 2013 Växjö Lakers HC-HV 71 1-6 (0-1, 1-3, 0-2) 5750 Vida Arena - 1 december 2013 Leksands IF-Linköpings HC 1-4 (0-2, 1-1, 0-1) 5712 Tegera Arena Omgång 28 - 3 december 2013 Örebro HK-Växjö Lakers HC 4-1 (0-0, 1-0, 3-1) 5058 Behrn Arena - 3 december 2013 Brynäs IF-HV 71 3-1 (0-1, 0-0, 3-0) 4278 Läkerol Arena - 3 december 2013 AIK-Linköpings HC 4-5 (0-2, 3-1, 1-2) 3522 Johanneshovs isstadion - 3 december 2013 Färjestad BK-Skellefteå AIK 1-4 (0-0, 0-2, 1-2) 5430 Löfbergs Arena - 4 december 2013 Luleå HF-Leksands IF 2-3 (1-1, 1-0, 0-1, 0-1) 4533 Coop Norrbotten Arena - 4 december 2013 Modo Hockey-Frölunda HC 2-3 (1-1, 0-1, 1-1) 5162 Fjällräven Center | Omgång 29 - 5 december 2013 Växjö Lakers HC-AIK 3-4 (1-2, 1-0, 1-1, 0-0, 0-1) 4504 Vida Arena - 5 december 2013 Linköpings HC-Brynäs IF 4-1 (2-0, 1-0, 1-1) 6032 Cloetta Center - 5 december 2013 HV 71-Örebro HK 4-3 (3-1, 0-2, 1-0) 6005 Kinnarps Arena - 6 december 2013 Skellefteå AIK-Luleå HF 3-5 (1-1, 1-1, 1-3) 5923 Skellefteå Kraft Arena - 6 december 2013 Leksands IF-Modo Hockey 3-2 (3-1, 0-0, 0-1) 6295 Tegera Arena - 4 januari 2014 Frölunda HC-Färjestad BK 2-3 (1-1, 0-0, 1-2) 11282 Scandinavium Omgång 30 - 7 december 2013 Luleå HF-Växjö Lakers HC 0-1 (0-0, 0-1, 0-0) 5047 Coop Norrbotten Arena - 7 december 2013 Örebro HK-Linköpings HC 2-1 (2-0, 0-1, 0-0) 5005 Behrn Arena - 7 december 2013 Brynäs IF-Frölunda HC 0-3 (0-0, 0-2, 0-1) 5802 Läkerol Arena - 7 december 2013 HV 71-Leksands IF 2-3 (1-2, 0-1, 1-0) 7000 Kinnarps Arena - 7 december 2013 Modo Hockey-Färjestad BK 3-6 (1-2, 1-3, 1-1) 5758 Fjällräven Center - 7 december 2013 AIK-Skellefteå AIK 1-3 (0-1, 0-0, 1-2) 6513 Johanneshovs isstadion Omgång 31 - 10 december 2013 Skellefteå AIK-Brynäs IF 3-1 (1-0, 0-0, 2-1) 5031 Skellefteå Kraft Arena - 10 december 2013 AIK-Modo Hockey 3-2 (1-1, 0-0, 1-1, 1-0) 4315 Johanneshovs isstadion - 10 december 2013 Växjö Lakers HC-HV 71 3-1 (1-0, 1-0, 1-1) 5352 Vida Arena - 10 december 2013 Färjestad BK-Luleå HF 2-1 (0-0, 1-0, 1-1) 4267 Löfbergs Arena - 10 december 2013 Linköpings HC-Leksands IF 7-1 (1-0, 5-1, 1-0) 6578 Cloetta Center - 10 december 2013 Frölunda HC-Örebro HK 3-2 (0-1, 2-0, 0-1, 0-0, 1-0) 7986 Scandinavium Omgång 32 - 12 december 2013 Modo Hockey-Luleå HF 0-3 (0-1, 0-2, 0-0) 5041 Fjällräven Center - 12 december 2013 Örebro HK-AIK 1-4 (0-2, 1-0, 0-2) 4826 Behrn Arena - 12 december 2013 Brynäs IF-Linköpings HC 3-0 (1-0, 1-0, 1-0) 4062 Läkerol Arena - 12 december 2013 Leksands IF-Skellefteå AIK 0-5 (0-0, 0-3, 0-2) 5636 Tegera Arena - 12 december 2013 Färjestad BK-Växjö Lakers HC 1-2 (1-0, 0-0, 0-1, 0-0, 0-1) 4103 Löfbergs Arena - 12 december 2013 HV 71-Frölunda HC 3-2 (2-1, 1-0, 0-1) 6137 Kinnarps Arena Omgång 33 - 14 december 2013 Luleå HF-HV 71 5-3 (3-0, 2-2, 0-1) 5791 Coop Norrbotten Arena - 14 december 2013 Modo Hockey-Leksands IF 6-3 (1-0, 4-2, 1-1) 6182 Fjällräven Center - 14 december 2013 Linköpings HC-Växjö Lakers HC 6-2 (2-1, 2-0, 2-1) 6684 Cloetta Center - 14 december 2013 Frölunda HC-Skellefteå AIK 1-4 (0-1, 0-2, 1-1) 13452 Ullevi Outdoor Arena - 14 december 2013 Örebro HK-Färjestad BK 4-3 (0-1, 2-1, 1-1, 1-0) 5200 Behrn Arena - 15 december 2013 AIK-Brynäs IF 1-8 (0-1, 0-3, 1-4) 5131 Johanneshovs isstadion Omgång 34 - 26 december 2013 Luleå HF-Färjestad BK 0-2 (0-1, 0-0, 0-1) 5924 Coop Norrbotten Arena - 26 december 2013 Skellefteå AIK-Frölunda HC 1-6 (0-2, 1-3, 0-1) 6001 Skellefteå Kraft Arena - 26 december 2013 AIK-Leksands IF 1-3 (0-2, 1-0, 0-1) 13490 Ericsson Globe - 26 december 2013 HV 71-Linköpings HC 1-7 (1-1, 0-5, 0-1) 7000 Kinnarps Arena - 26 december 2013 Brynäs IF-Modo Hockey 3-2 (2-1, 0-0, 0-1, 1-0) 7858 Läkerol Arena - 26 december 2013 Växjö Lakers HC-Örebro HK 2-1 (0-1, 1-0, 0-0, 1-0) 5504 Vida Arena Omgång 35 - 28 december 2013 Örebro HK-HV 71 4-5 (1-2, 2-2, 1-0, 0-1) 5200 Behrn Arena - 28 december 2013 Färjestad BK-Modo Hockey 2-1 (0-0, 2-1, 0-0) 7952 Löfbergs Arena - 28 december 2013 Linköpings HC-AIK 5-2 (3-0, 2-1, 0-1) 8023 Cloetta Center - 28 december 2013 Frölunda HC-Brynäs IF 2-3 (1-1, 1-0, 0-1, 0-1) 12044 Scandinavium - 28 december 2013 Leksands IF-Luleå HF 0-3 (0-1, 0-1, 0-1) 7650 Tegera Arena - 28 december 2013 Växjö Lakers HC-Skellefteå AIK 3-2 (1-1, 0-0, 1-1, 0-0, 1-0) 5505 Vida Arena Omgång 36 - 30 december 2013 Luleå HF-Frölunda HC 2-1 (1-0, 0-0, 1-1) 5358 Coop Norrbotten Arena - 30 december 2013 Skellefteå AIK-HV 71 4-1 (1-0, 1-1, 2-0) 5751 Skellefteå Kraft Arena - 30 december 2013 Modo Hockey-AIK 3-1 (0-0, 1-0, 2-1) 7062 Fjällräven Center - 30 december 2013 Brynäs IF-Växjö Lakers HC 2-5 (0-1, 1-0, 1-4) 5555 Läkerol Arena - 30 december 2013 Leksands IF-Färjestad BK 4-3 (2-1, 1-0, 1-2) 7650 Tegera Arena - 30 december 2013 Linköpings HC-Örebro HK 2-4 (1-1, 1-1, 0-2) 6550 Cloetta Center Omgång 37 - 7 januari 2014 Skellefteå AIK-Färjestad BK 4-0 (3-0, 0-0, 1-0) 4752 Skellefteå Kraft Arena - 7 januari 2014 Örebro HK-Brynäs IF 3-6 (2-2, 0-2, 1-2) 5102 Behrn Arena - 7 januari 2014 Frölunda HC-Leksands IF 4-0 (1-0, 2-0, 1-0) 9022 Scandinavium - 8 januari 2014 AIK-Luleå HF 1-4 (0-2, 1-2, 0-0) 4127 Johanneshovs isstadion - 8 januari 2014 Växjö Lakers HC-Linköpings HC 7-0 (1-0, 1-0, 5-0) 4423 Vida Arena - 8 januari 2014 HV 71-Modo Hockey 2-3 (0-1, 1-1, 1-1) 6253 Kinnarps Arena Omgång 38 - 4 januari 2014 HV 71-AIK 4-1 (2-0, 0-1, 2-0) 6742 Kinnarps Arena - 9 januari 2014 Örebro HK-Skellefteå AIK 3-2 (0-0, 2-2, 0-0, 0-0, 1-0) 4622 Behrn Arena - 9 januari 2014 Leksands IF-Brynäs IF 3-2 (1-1, 2-1, 0-0) 7370 Tegera Arena - 9 januari 2014 Färjestad BK-Frölunda HC 1-2 (1-0, 0-1, 0-1) 5148 Löfbergs Arena - 10 januari 2014 Linköpings HC-Modo Hockey 8-2 (2-0, 4-2, 2-0) 5798 Cloetta Center - 10 januari 2014 Växjö Lakers HC-Luleå HF 1-0 (0-0, 1-0, 0-0) 4907 Vida Arena Omgång 39 - 11 januari 2014 Brynäs IF-AIK 2-1 (1-0, 1-0, 0-1) 6597 Läkerol Arena - 11 januari 2014 Färjestad BK-Leksands IF 5-1 (1-0, 1-0, 3-1) 8044 Löfbergs Arena - 11 januari 2014 Luleå HF-Örebro HK 1-0 (0-0, 1-0, 0-0) 4875 Coop Norrbotten Arena - 11 januari 2014 Skellefteå AIK-Växjö Lakers HC 0-6 (0-4, 0-1, 0-1) 4853 Skellefteå Kraft Arena - 11 januari 2014 Linköpings HC-HV 71 3-4 (0-1, 2-0, 1-3) 7173 Cloetta Center - 21 januari 2014 Frölunda HC-Modo Hockey 1-2 (1-0, 0-0, 0-1, 0-0, 0-1) 7959 Scandinavium Omgång 40 - 14 januari 2014 Frölunda HC-Linköpings HC 3-4 (1-1, 0-1, 2-1, 0-0, 0-1) 8048 Scandinavium - 15 januari 2014 Luleå HF-Skellefteå AIK 2-1 (1-1, 1-0, 0-0) 6074 Coop Norrbotten Arena - 15 januari 2014 Modo Hockey-Örebro HK 4-1 (0-0, 1-1, 3-0) 4951 Fjällräven Center - 16 januari 2014 Brynäs IF-Färjestad BK 2-3 (0-0, 0-1, 2-1, 0-0, 0-1) 4341 Läkerol Arena - 16 januari 2014 AIK-Växjö Lakers HC 3-1 (1-0, 1-1, 1-0) 3177 Johanneshovs isstadion - 16 januari 2014 Leksands IF-HV 71 2-4 (1-2, 0-1, 1-1) 5306 Tegera Arena Omgång 41 - 17 januari 2014 Skellefteå AIK-Modo Hockey 1-2 (0-2, 1-0, 0-0) 5077 Skellefteå Kraft Arena - 17 januari 2014 Örebro HK-Frölunda HC 1-3 (0-0, 1-2, 0-1) 5200 Behrn Arena - 17 januari 2014 Luleå HF-Linköpings HC 3-2 (1-0, 1-0, 1-2) 4405 Coop Norrbotten Arena - 18 januari 2014 AIK-Färjestad BK 2-4 (1-2, 0-0, 1-2) 5234 Johanneshovs isstadion - 18 januari 2014 Växjö Lakers HC-Leksands IF 4-5 (1-2, 0-1, 3-2) 5750 Vida Arena - 18 januari 2014 HV 71-Brynäs IF 4-5 (1-1, 3-1, 0-2, 0-0, 0-1) 7000 Kinnarps Arena Omgång 42 - 23 januari 2014 Linköpings HC-Skellefteå AIK 2-4 (2-0, 0-3, 0-1) 6232 Cloetta Center - 23 januari 2014 Modo Hockey-Växjö Lakers HC 1-3 (0-1, 1-0, 0-2) 5015 Fjällräven Center - 23 januari 2014 Örebro HK-Luleå HF 3-0 (2-0, 0-0, 1-0) 4816 Behrn Arena - 23 januari 2014 Brynäs IF-Leksands IF 1-2 (0-2, 1-0, 0-0) 8279 Läkerol Arena - 23 januari 2014 Färjestad BK-HV 71 3-4 (1-1, 1-1, 1-1, 0-1) 5012 Löfbergs Arena - 23 januari 2014 Frölunda HC-AIK 4-1 (2-0, 0-0, 2-1) 7363 Scandinavium Omgång 43 - 21 januari 2014 HV 71-Skellefteå AIK 4-2 (0-0, 4-1, 0-1) 6602 Kinnarps Arena - 25 januari 2014 Luleå HF-AIK 3-0 (1-0, 1-0, 1-0) 5806 Coop Norrbotten Arena - 25 januari 2014 Leksands IF-Frölunda HC 3-2 (2-1, 1-1, 0-0) 7650 Tegera Arena - 25 januari 2014 Brynäs IF-Örebro HK 3-0 (1-0, 0-0, 2-0) 4547 Läkerol Arena - 25 januari 2014 Växjö Lakers HC-Färjestad BK 4-2 (2-0, 1-1, 1-1) 5533 Vida Arena - 25 januari 2014 Modo Hockey-Linköpings HC 1-3 (0-0, 1-2, 0-1) 6913 Fjällräven Center Omgång 44 - 28 januari 2014 Skellefteå AIK-Luleå HF 5-1 (3-0, 2-1, 0-0) 5834 Skellefteå Kraft Arena - 28 januari 2014 AIK-Örebro HK 2-1 (0-1, 1-0, 0-0, 1-0) 3107 Johanneshovs isstadion - 28 januari 2014 Växjö Lakers HC-Brynäs IF 7-2 (2-0, 3-2, 2-0) 5026 Vida Arena - 29 januari 2014 Leksands IF-Modo Hockey 0-1 (0-0, 0-0, 0-1) 5532 Tegera Arena - 29 januari 2014 Linköpings HC-Färjestad BK 1-4 (1-1, 0-0, 0-3) 5873 Cloetta Center - 29 januari 2014 Frölunda HC-HV 71 4-1 (0-0, 1-0, 3-1) 8772 Scandinavium Omgång 45 - 30 januari 2014 Luleå HF-Brynäs IF 3-1 (2-1, 1-0, 0-0) 4386 Coop Norrbotten Arena - 30 januari 2014 AIK-Skellefteå AIK 1-4 (1-2, 0-0, 0-2) 4032 Johanneshovs isstadion - 30 januari 2014 Örebro HK-Växjö Lakers HC 3-6 (0-3, 1-2, 2-1) 4657 Behrn Arena - 31 januari 2014 Modo Hockey-HV 71 5-1 (2-0, 2-1, 1-0) 5576 Fjällräven Center - 31 januari 2014 Färjestad BK-Leksands IF 4-0 (2-0, 2-0, 0-0) 7489 Löfbergs Arena - 31 januari 2014 Linköpings HC-Frölunda HC 3-5 (0-4, 2-0, 1-1) 5987 Cloetta Center Omgång 46 - 1 februari 2014 HV 71-Färjestad BK 5-3 (3-0, 0-1, 2-2) 7000 Kinnarps Arena - 1 februari 2014 Brynäs IF-Skellefteå AIK 1-4 (0-1, 1-2, 0-1) 6895 Läkerol Arena - 1 februari 2014 Leksands IF-Örebro HK 1-3 (0-0, 0-1, 1-2) 7650 Tegera Arena - 1 februari 2014 Luleå HF-Linköpings HC 6-0 (1-0, 3-0, 2-0) 4764 Coop Norrbotten Arena - 1 februari 2014 Modo Hockey-AIK 2-1 (0-0, 1-0, 1-1) 5832 Fjällräven Center - 2 februari 2014 Frölunda HC-Växjö Lakers HC 2-1 (0-0, 1-0, 1-1) 10027 Scandinavium Omgång 47 - 4 februari 2014 Örebro HK-Modo Hockey 0-1 (0-0, 0-1, 0-0) 4894 Behrn Arena - 4 februari 2014 AIK-HV 71 3-1 (1-0, 0-1, 2-0) 3645 Johanneshovs isstadion - 4 februari 2014 Leksands IF-Linköpings HC 5-2 (1-0, 1-2, 3-0) 5501 Tegera Arena - 4 februari 2014 Växjö Lakers HC-Skellefteå AIK 1-2 (0-1, 1-0, 0-0, 0-1) 5203 Vida Arena - 4 februari 2014 Färjestad BK-Brynäs IF 3-2 (1-1, 0-1, 1-0, 1-0) 5950 Löfbergs Arena - 4 februari 2014 Frölunda HC-Luleå HF 4-2 (1-0, 2-1, 1-1) 8350 Scandinavium Omgång 48 - 6 februari 2014 Luleå HF-Leksands IF 3-2 (0-0, 1-1, 1-1, 1-0) 4295 Coop Norrbotten Arena - 6 februari 2014 Skellefteå AIK-Örebro HK 4-2 (0-1, 1-1, 3-0) 5168 Skellefteå Kraft Arena - 6 februari 2014 Modo Hockey-Frölunda HC 1-2 (1-1, 0-1, 0-0) 5078 Fjällräven Center - 6 februari 2014 Brynäs IF-AIK 3-2 (1-0, 0-1, 1-1, 1-0) 4389 Läkerol Arena - 6 februari 2014 Färjestad BK-Linköpings HC 2-4 (0-1, 1-2, 1-1) 5350 Löfbergs Arena - 6 februari 2014 HV 71-Växjö Lakers HC 2-1 (0-0, 1-1, 1-0) 6801 Kinnarps Arena Omgång 49 - 8 februari 2014 Skellefteå AIK-HV 71 4-1 (1-0, 2-1, 1-0) 5556 Skellefteå Kraft Arena - 8 februari 2014 Örebro HK-Leksands IF 1-3 (1-1, 0-1, 0-1) 5200 Behrn Arena - 8 februari 2014 AIK-Linköpings HC 4-5 (2-1, 2-1, 0-3) 4442 Johanneshovs isstadion - 8 februari 2014 Frölunda HC-Färjestad BK 3-1 (1-0, 1-0, 1-1) 12044 Scandinavium - 8 februari 2014 Luleå HF-Växjö Lakers HC 2-3 (0-0, 1-2, 1-1) 4812 Coop Norrbotten Arena - 8 februari 2014 Modo Hockey-Brynäs IF 4-6 (1-2, 1-2, 2-2) 6732 Fjällräven Center Omgång 50 - 25 februari 2014 Växjö Lakers HC-Modo Hockey 3-2 (1-1, 1-1, 0-0, 1-0) 4557 Vida Arena - 25 februari 2014 Färjestad BK-AIK 4-3 (2-1, 1-2, 0-0, 1-0) 7328 Löfbergs Arena - 25 februari 2014 Linköpings HC-Skellefteå AIK 6-5 (2-1, 2-1, 1-3, 0-0, 1-0) 6790 Cloetta Center - 26 februari 2014 Leksands IF-Brynäs IF 1-0 (0-0, 1-0, 0-0) 7650 Tegera Arena - 26 februari 2014 HV 71-Luleå HF 0-3 (0-1, 0-1, 0-1) 6838 Kinnarps Arena - 26 februari 2014 Örebro HK-Frölunda HC 6-0 (1-0, 2-0, 3-0) 4828 Behrn Arena Omgång 51 - 27 februari 2014 Modo Hockey-Linköpings HC 2-3 (0-1, 1-1, 1-0, 0-0, 0-1) 5239 Fjällräven Center - 27 februari 2014 AIK-Skellefteå AIK 2-6 (1-2, 1-2, 0-2) 4137 Johanneshovs isstadion - 27 februari 2014 Färjestad BK-Växjö Lakers HC 2-4 (1-0, 1-3, 0-1) 5587 Löfbergs Arena - 28 februari 2014 Luleå HF-Örebro HK 3-4 (1-3, 2-0, 0-1) 6063 Coop Norrbotten Arena - 28 februari 2014 Brynäs IF-Frölunda HC 4-5 (2-2, 2-0, 0-3) 5734 Läkerol Arena - 28 februari 2014 HV 71-Leksands IF 4-1 (0-0, 2-1, 2-0) 7000 Kinnarps Arena Omgång 52 - 1 mars 2014 Skellefteå AIK-Leksands IF 7-0 (4-0, 3-0, 0-0) 5536 Skellefteå Kraft Arena - 1 mars 2014 AIK-Luleå HF 2-1 (0-0, 1-1, 1-0) 4386 Johanneshovs isstadion - 1 mars 2014 Linköpings HC-HV 71 5-1 (2-1, 1-0, 2-0) 8096 Cloetta Center - 1 mars 2014 Växjö Lakers HC-Frölunda HC 4-2 (0-1, 2-1, 2-0) 5750 Vida Arena - 1 mars 2014 Modo Hockey-Färjestad BK 0-1 (0-0, 0-1, 0-0) 6559 Fjällräven Center - 1 mars 2014 Örebro HK-Brynäs IF 1-2 (1-1, 0-0, 0-1) 5129 Behrn Arena Omgång 53 - 3 mars 2014 Skellefteå AIK-Frölunda HC 1-6 (1-2, 0-2, 0-2) 5395 Skellefteå Kraft Arena - 3 mars 2014 Leksands IF-AIK 2-4 (0-2, 2-1, 0-1) 5690 Tegera Arena - 3 mars 2014 Växjö Lakers HC-Linköpings HC 0-1 (0-0, 0-1, 0-0) 4397 Vida Arena - 4 mars 2014 Luleå HF-Modo Hockey 3-4 (1-1, 1-1, 1-1, 0-0, 0-1) 5734 Coop Norrbotten Arena - 4 mars 2014 Brynäs IF-HV 71 8-1 (4-0, 2-0, 2-1) 4907 Läkerol Arena - 4 mars 2014 Färjestad BK-Örebro HK 5-2 (3-0, 2-2, 0-0) 5679 Löfbergs Arena Omgång 54 - 6 mars 2014 Luleå HF-Färjestad BK 1-3 (0-1, 0-0, 1-2) 5124 Coop Norrbotten Arena - 6 mars 2014 Modo Hockey-Skellefteå AIK 4-2 (1-0, 1-1, 2-1) 6962 Fjällräven Center - 6 mars 2014 Växjö Lakers HC-AIK 3-2 (1-0, 2-1, 0-1) 4400 Vida Arena - 6 mars 2014 Linköpings HC-Brynäs IF 2-3 (1-1, 0-1, 1-1) 8104 Cloetta Center - 6 mars 2014 HV 71-Örebro HK 2-4 (0-1, 1-1, 1-2) 6246 Kinnarps Arena - 6 mars 2014 Frölunda HC-Leksands IF 0-3 (0-1, 0-0, 0-2) 10532 Scandinavium Omgång 55 - 8 mars 2014 Örebro HK-Linköpings HC 1-2 (0-0, 0-1, 1-0, 0-1) 4459 Behrn Arena - 8 mars 2014 Brynäs IF-Luleå HF 3-1 (2-0, 1-0, 0-1) 7535 Läkerol Arena - 8 mars 2014 AIK-Frölunda HC 1-4 (1-1, 0-1, 0-2) 4218 Johanneshovs isstadion - 8 mars 2014 Leksands IF-Växjö Lakers HC 6-4 (1-1, 2-2, 3-1) 7650 Tegera Arena - 8 mars 2014 Färjestad BK-Skellefteå AIK 3-2 (0-1, 1-0, 1-1, 0-0, 1-0) 7894 Löfbergs Arena - 8 mars 2014 HV 71-Modo Hockey 5-3 (1-1, 2-2, 2-0) 6900 Kinnarps Arena |